# GSAT-12R
O GSAT-12R (também conhecido como CMS 01) é um satélite de comunicação geoestacionário indiano que está localizado na posição orbital de 83 graus de longitude leste. Ele foi construído pela Organização Indiana de Pesquisa Espacial (ISRO) e é operado pela Indian National Satellite System (INSAT). O satélite foi baseado na plataforma I-1K (I-1000) Bus e sua expectativa de vida útil é de 7 anos.

## Lançamento
O satélite foi lançado com sucesso ao espaço em 17 de dezembro de 2020, por meio de um veículo PSLV-XL, a partir do Centro Espacial de Satish Dhawan, na Índia. Ele tinha uma massa de lançamento de 1.450  kg.